# Apple A12Z
Apple A12Z Bionic (англ. A12Z Bionic chip) — 64-битный 8-ядерный ARM-микропроцессор, разработанный Apple.
Чип был представлен 18 марта 2020 года как часть пресс-релиза о новом iPad Pro (2020) — первом устройстве, использовавшем его. Представители Apple говорили, что процессор работает быстрей большинства Windows-ноутбуков на тот момент. Во встроенном графическом чипе процессора установлено 8 ядер, на одно больше, чем в его предшественнике, что позволяет заниматься 4K-монтажом и рендерингом, а также пользоваться технологиями дополненной реальности. В процессоре также переконфигурированы контроллеры производительности и улучшена структура элементов контроля температуры, что может позволить увеличить частоту работы. В iPad Pro он работает вместе с 6 ГБ ОЗУ стандарта LPDDR4X.
Согласно анализу технологической патентной фирмы Techinsights, A12Z Bionic — это то же, что A12X, но с включённым дополнительным видеоядром. AnandTech предполагает, что A12Z Bionic — это A12X Bionic, над которым был проведён ребиннинг, что является распространённой практикой в производстве полупроводников, позволяя новому процессору быть на сколько-то производительней благодаря немного улучшенным интегральным схемам.
На своей конференции WWDC 2020 Apple представила прототип Mac на основе ARM c 16 ГБ ОЗУ в корпусе Mac mini, первый Macintosh, использующий собственный процессор Apple, и единственный, использующий процессор серии A.

## Применение
Устройства, использующие процессор Apple A12Z Bionic:
- iPad Pro (2020) 11-дюймовый экран — с марта 2020 года;
- iPad Pro (2020) 12,9-дюймовый экран — с марта 2020 года;
- Developer Transition Kit — с июня 2020 года.